# Terai
A Terai vagy Tarai (hindi: तराई nepáli: तराइ) egy alföldi régió Dél-Nepálban és India északi részén, amely a Himalája előhegységeitől délre és az Indo-Gangeszi-síkságtól északra terül el. A Jamuna folyótól a Brahmaputráig terjed. A keleti része Nyugat-Bengálban, Bangladesben és Bhután déli szélén Duar-ként (ডুয়ার্স) ismert.

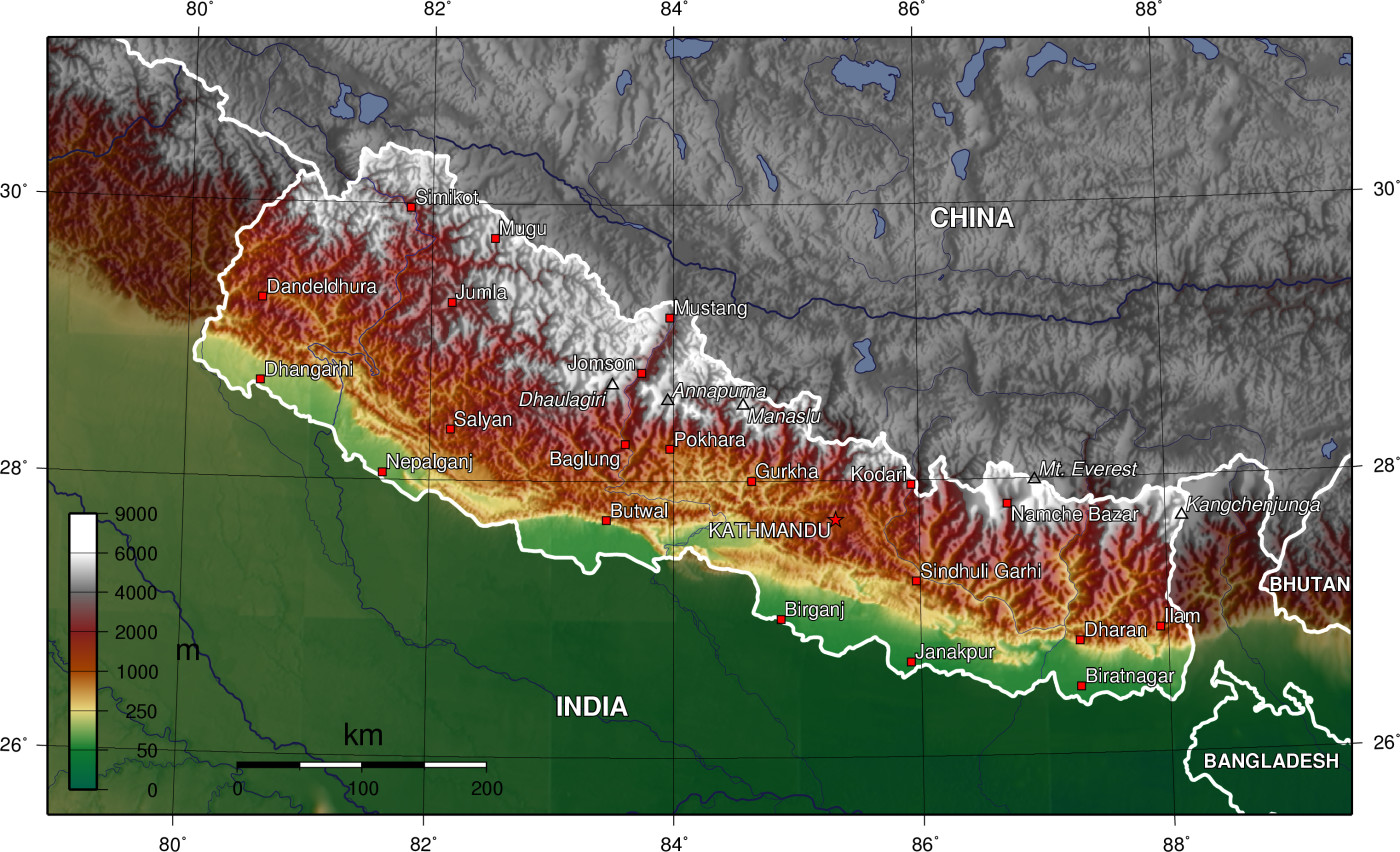
Leginkább a világoszöld terület jelzi a Tarai-t Nepálban

## Nepálban
Nepálban 25–100 km szélességben és mintegy 800 km hosszan terül el az indiai határ mentén. A tszf. magassága 67 és 300 m között változik.
Két fő része: Belső Terai (Inner Terai) és Külső Terai (Outer Terai).
Belső Terai öt hosszúkás völgyből áll, melyek a Mahabharat és Szivalik-hegység között helyezkednek el. Északnyugatról délkelet felé haladva ezek a völgyek:
- Surkhet-völgy (nepáli: सुर्खेत ) a Surkhet kerületben , a Kailali és Bardiya körzetektől északra ;
- Dang Valley (दाङ) a Dang Deokhuri kerületben ;
- Deukhuri-völgy (देउखुरी), amely a Dang-völgytől délre található;
- Chitwan-völgy (चितवन), amely a Chitwan és a Makwanpur körzetében húzódik ;
- Kamala-völgy, Udayapur-völgy (उदयपुर), az Udayapur körzetben

Külső Terai a Szivalik-hegységtől délre kezdődik, és az Indo-Gangeszi-síkságig nyúlik. Itt alig észrevehetőek a magasságkülönbségek. A kissé magasabb (bhangar) és az alacsonyabb (khadar) ártéri szintek váltogatják egymást.

## Indiában
Indiában a Terai a következő államokra terjed ki: Himachal Pradesh, Haryana, Uttarakhand, Uttar Pradesh, Bihar és Nyugat-Bengál. A következő körzetekre (körzet) terjed ki, amelyek az indo-nepáli határon vannak:
- Haryana: Panchkula körzet
- Uttarakhand: Haridwar körzet, Udham Singh Nagar és Nainital körzetek
- Uttar Pradesh: Pilibhit körzet, Lakhimpur Kheri körzet, Bahraich körzet, Shravasti körzet, Balrampur negyed, Siddharthnagar körzet, Maharajganj körzet
- Bihar: West Champaran körzet, East Champaran körzet, Sitamarhi körzet, Madhubani körzet, Supaul körzet, Araria körzet, Kishanganj körzet
- Nyugat-Bengál: Siliguri alosztály a Darjeeling körzetben

## Védett területek
- Sonaripur Wildlife Sanctuary, mai nevén Dudhwa Nemzeti Park, 1958-ban alapítva
- Kishanpur Wildlife Sanctuary 1972-ben
- Chitwan Nemzeti Park 1973-ban
- Katarniaghat Wildlife Sanctuary 1975-ben
- Shuklaphanta Vadrezervátum 1976-ban
- Koshi Tappu Vadrezervátum 1976-ban
- Udaypur Wildlife Sanctuary 1978-ban
- Rajaji Nemzeti Park 1983-ban
- Parsa Nemzeti Park 1984-ben
- Bardia Nemzeti Park 1988-ban
- Valmiki Nemzeti Park 1989-ben
- Jhilmil Jheel természetvédelmi terület 2005-ben
- Banke Nemzeti Park 2010-ben

Az 1973-ban alapított, 932 km²-es nepáli Csitván Nemzeti Park, a természeti világörökség része. Számtalan faj él itt, többek közt a veszélyeztetett az indiai orrszarvú, a bengáli tigris és a gangeszi gaviál.

## Turizmus

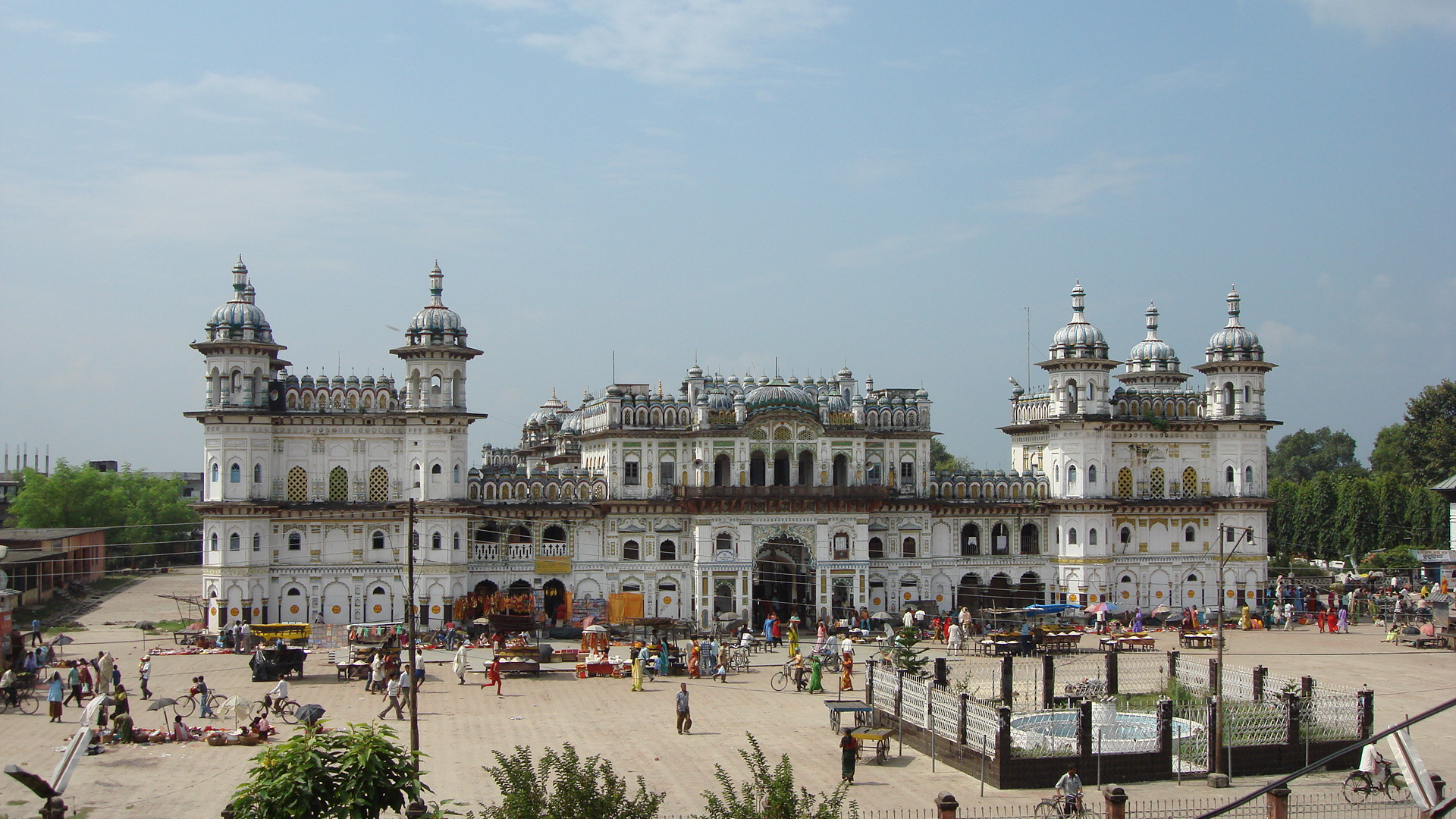
Janaki Mandir, Janakpur (Nepal)

A Terai fő turisztikai látványosságai a következők:
- Lumbini (Nepál), Buddha szülőhelye, buddhista zarándokhely
- Bardia Nemzeti Park (Nepál) Nepalganj közelében
- Chitwan Nemzeti Park (Nepál) Bharatpur közelében
- Dzsanakpur (Nepál): Janaki Mandir (जानकी मन्दिर) hindu templom

## Fordítás
- Ez a szócikk részben vagy egészben  a   Terai című angol Wikipédia-szócikk fordításán alapul.  Az eredeti cikk szerkesztőit annak laptörténete sorolja fel. Ez a jelzés csupán a megfogalmazás eredetét és a szerzői jogokat jelzi, nem szolgál a cikkben szereplő információk forrásmegjelöléseként.